# Düzcespor
Düzcespor ist ein türkischer Fußballverein aus Düzce.

## Geschichte
Düzcespor wurde 1967 mit der Vereinigung der damaligen Amateurvereine Düzcespor und Düzce Gençlikspor gegründet. Von 1978 bis 1989 spielte der Verein ununterbrochen in der TFF 1. Lig. Nach der Saison 1988/1989 stieg der Verein in die TFF 2. Lig ab und konnte bis zu der Saison 1993/1994 nicht mehr aufsteigen. Nachdem die Mannschaft drei Saisons in der dritthöchsten türkischen Spielklasse gespielt hatte, kam dann der Abstieg in die TFF 3. Lig und nach vier Saisons folgte der Abstieg in die Amateurliga, was teilweise auch an dem massiven Erdbeben 1999 in Düzce lag. Seitdem hat der Verein es nicht mehr in die zweithöchste Spielklasse geschafft. Bis zur Saison 2021/22 spielte die Mannschaft in der TFF 3. Lig. Durch die Meisterschaft in dieser Saison, wird Düzcespor ab der kommenden Saison 2022/23 ihre Spiele in der drittklassigen TFF. 2 Lig bestreiten.

## Ligazugehörigkeit
- 1. Liga: –
- 2. Liga: 1968–1970, 1977–1989, 1994–1998, 1999–2001
- 3. Liga: 1967–1968, 1970–1977, 1989–1994, 1998–1999, seit 2022
- 4. Liga: 2001–2003, 2008–2010, 2015–2022
- Amateurliga: 2010–2015

## Ehemalige bekannte Spieler
- Sedat Karaoğlu
- Tuncay Temeller
- Tolga Seyhan
- Güvenç Kurtar
- Sabutay Alper Bayülken
- Sercan Özçelik

## Ehemalige Trainer (Auswahl)
- Fahrettin Cansever
- Fethi Demircan
- Ender Konca
- Erol Togay
- Mehmet Özgül
- Hüsnü Özkara
- Zafer Göncüler